# Edificio Bolsa de Comercio
El Edificio de la Bolsa de Valores de Montevideo es el edificio sede de la homónima institución situada en la Ciudad Vieja de Montevideo.  

## Construcción
El edificio fue construido en los años cuarenta para albergar a la entonces Cámara de Comercio,y su construcción estuvo a cargo de los arquitectos Beltrán Arbeleche y Miguel A. Canale. El edificio de consta de 22 metros de altura, de siete niveles y  una superficie de 1.491 metros cuadrados.

## Literatura
- Arquitectónica y Urbanística Guía de Montevideo. 3 Edición. Intendencia Municipal de Montevideo y otros, incluyendo Montevideo 2008, ISBN 978-9974-600-26-3 , p.45